# Jarnołtówek
Jarnołtówek (daw. Jarantowice, niem. Arnoldsdorf, cz. Arnoltovice) – wieś w Polsce, położona w województwie opolskim, w powiecie nyskim, w gminie Głuchołazy. Historycznie leży na terenie dawnego dolnośląskiego księstwa nyskiego. Położona jest w Górach Opawskich. Przepływa przez nią rzeka Złoty Potok.
Nieoficjalną częścią wsi są Bolkowice.
W latach 1945–1968 w powiecie nyskim, od 1 stycznia 1969 w powiecie prudnickim. W latach 1973–1975 miejscowość należała do gminy Prudnik w powiecie prudnickim. W latach 1975–1998 miejscowość należała administracyjnie do ówczesnego województwa opolskiego.
Według danych na 2011 wieś była zamieszkana przez 771 osób.

## Geografia

### Położenie
Wieś jest położona w południowo-zachodniej Polsce, w województwie opolskim, około 1 km od granicy z Czechami, w północnej części Gór Opawskich. Rejon Jarnołtówka i Pokrzywnej posiada zróżnicowaną rzeźbę terenu. Jarnołtówek zajmuje kilka wzgórz (Krzyżówka, Bukowa Góra, częściowo Srebrna Kopa i Biskupia Kopa). Od Jarnołtówka po Pokrzywną i Moszczankę rozciąga się pasmo Olszaka. Należy do Euroregionu Pradziad. Przez granice administracyjne wsi przepływa rzeka Złoty Potok (lewy dopływ Prudnika).

### Środowisko naturalne
Wpływ na klimat Jarnołtówka ma sąsiedztwo Gór Opawskich. Średnia temperatura roczna wynosi +7,4 °C. Duże zróżnicowanie dotyczy termicznych pór roku. Średnie roczne opady atmosferyczne w rejonie Jarnołtówka wynoszą 646 mm. Dominują wiatry zachodnie.

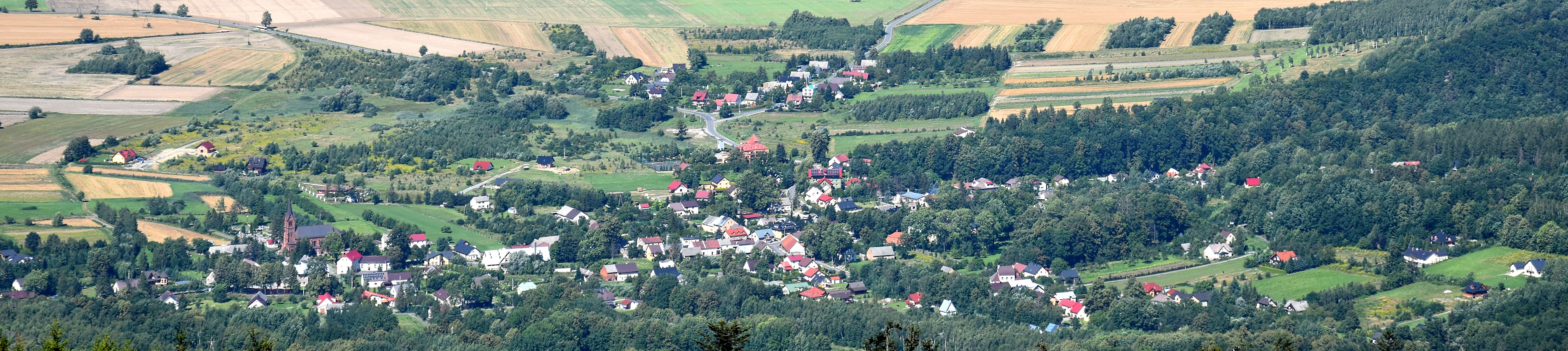
Widok na Jarnołtówek z Biskupiej Kopy

## Nazwa

Nieoficjalny herb wsi Jarnołtówek

W pierwszych źródłach wieś występowała pod nazwą Arnoldi villa (1372), a później jako Arnoldsdorff. Nazwa wsi miała wywodzić się od imienia jej założyciela, czyli czeskiego rycerza Arnolda. Po przejęciu przez administrację polską w 1945 wieś otrzymała nazwę Jarantowice. Obecna nazwa została administracyjnie zatwierdzona 12 listopada 1946. W opracowanej w 1971 przez Powiatowy Inspektorat Statystyczny w Prudniku Statystycznej charakterystyce miejscowości w gromadach powiatu prudnickiego, miejscowość została wymieniona pod nazwą Jarnołtówek.

## Historia

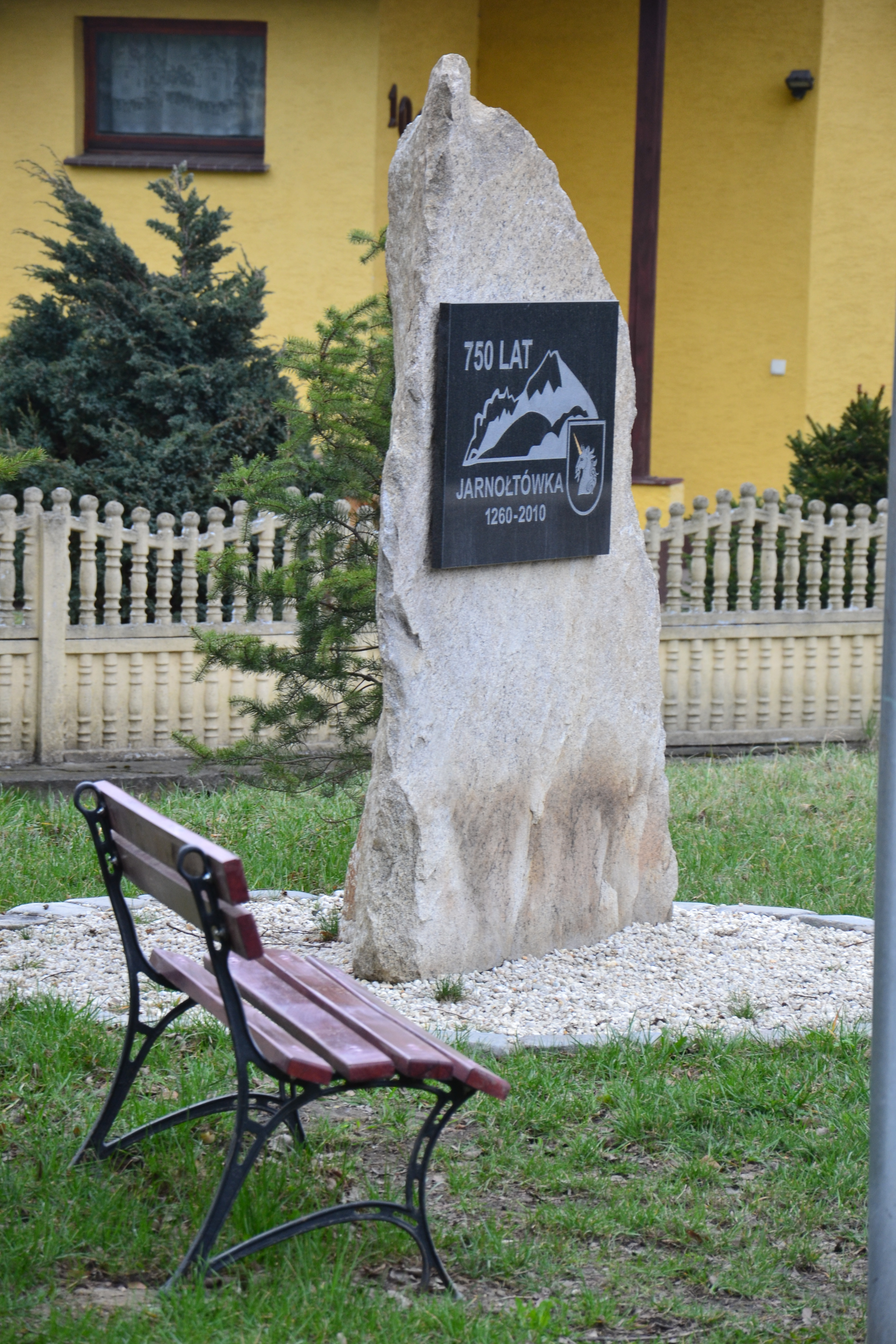
Pomnik upamiętniający obchody 750-lecia Jarnołtówka

Pierwsza wzmianka o wsi pochodzi z 1268. Jarnołtówek, założony przez osadnika i późniejszego pierwszego sołtysa – Arnolda, należał długo do biskupów wrocławskich. Pierwszy kościół w Jarnołtówku wzmiankowany był w XIX wieku, został zbudowany ok. 1260-1300 roku i nosił wezwanie męczenników Felikasa i Adaukta. Wydobywano tu złoto, odbywały się tu procesy czarownic. W rejonie Jarnołtówka i Pokrzywnej przekraczał granicę szlak handlowy i komunikacyjny z Wrocławia przez Nysę i Prudnik do Ołomuńca.

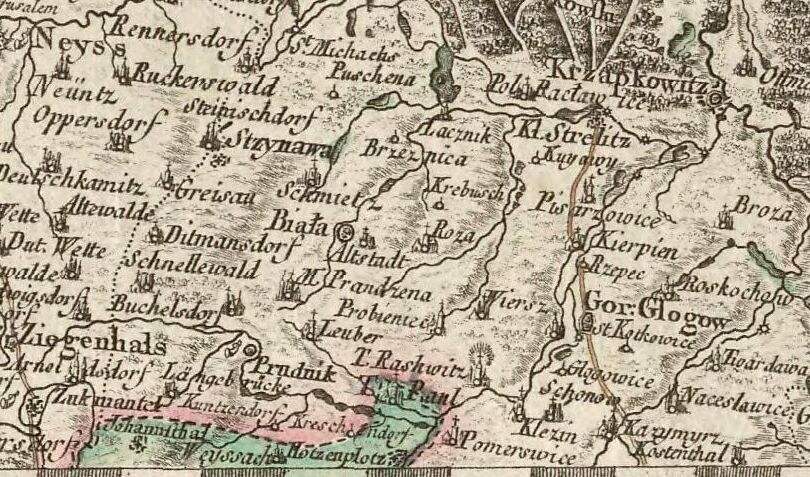
Jarnołtówek (Arnoldsdorf) wśród miejscowości ziemi prudnickiej na polskojęzycznej mapie z 1772

Pierwsza wzmianka o budowli obronnej w Jarnołtówku pochodzi z 1339. Przypuszczalnie był to niewielki zamek lub strażnica należąca do systemu warowni broniących granice posiadłości biskupów wrocławskich od strony czeskiej. W XVI wieku w centrum miejscowości zbudowano dwór obronny otoczony fosą. W drugiej połowie XIX wieku w jego miejscu powstał nowy dwór, który przetrwał do dziś.

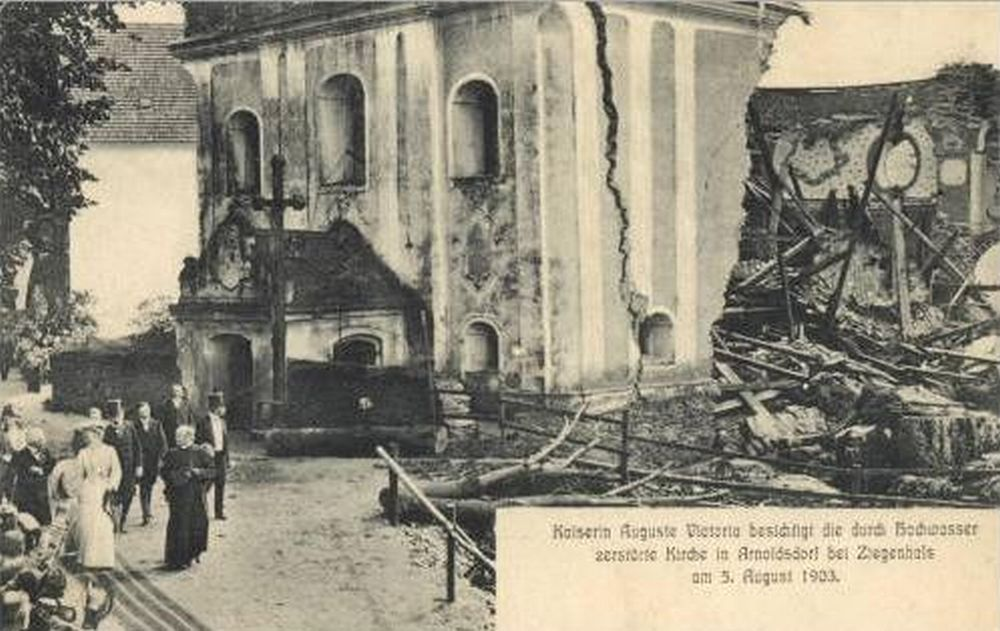
Cesarzowa Augusta Wiktoria podczas oględzin ruin kościoła św. Bartłomieja w Jarnołtówku

Po wojnie trzydziestoletniej we wsi wybuchła epidemia dżumy. W latach 1753–1754 w Jarnołtówku zbudowano nowy kościół, któremu nadano wezwanie św. Bartłomieja. Jarnołtówek bywał często nawiedzany przez powodzie. Największa miała miejsce 13 lipca 1903. Podczas niej zawalił się miejscowy kościół, a na cmentarzu woda ze Złotego Potoku wypłukała i poniosła w dół kilkadziesiąt ludzkich zwłok. Zniszczyła większość gospodarstw i zabudowań. Wówczas w okolice Prudnika przybyła cesarzowa Niemiec Augusta Wiktoria. Wizyta cesarzowej w Jarnołtówku została upamiętniona pomnikiem. Dzięki jej pomocy finansowej, w 1907 wzniesiono nowy kościół, a w 1909 zbudowano zaporę wodną w Jarnołtówku. Powstało nowe osiedle – Bolkowice. W okresie międzywojennym na stokach wzniesień zbudowano wiele willi, a w dolinie Złotego Potoku domy wczasowe, sanatoria i pensjonaty.

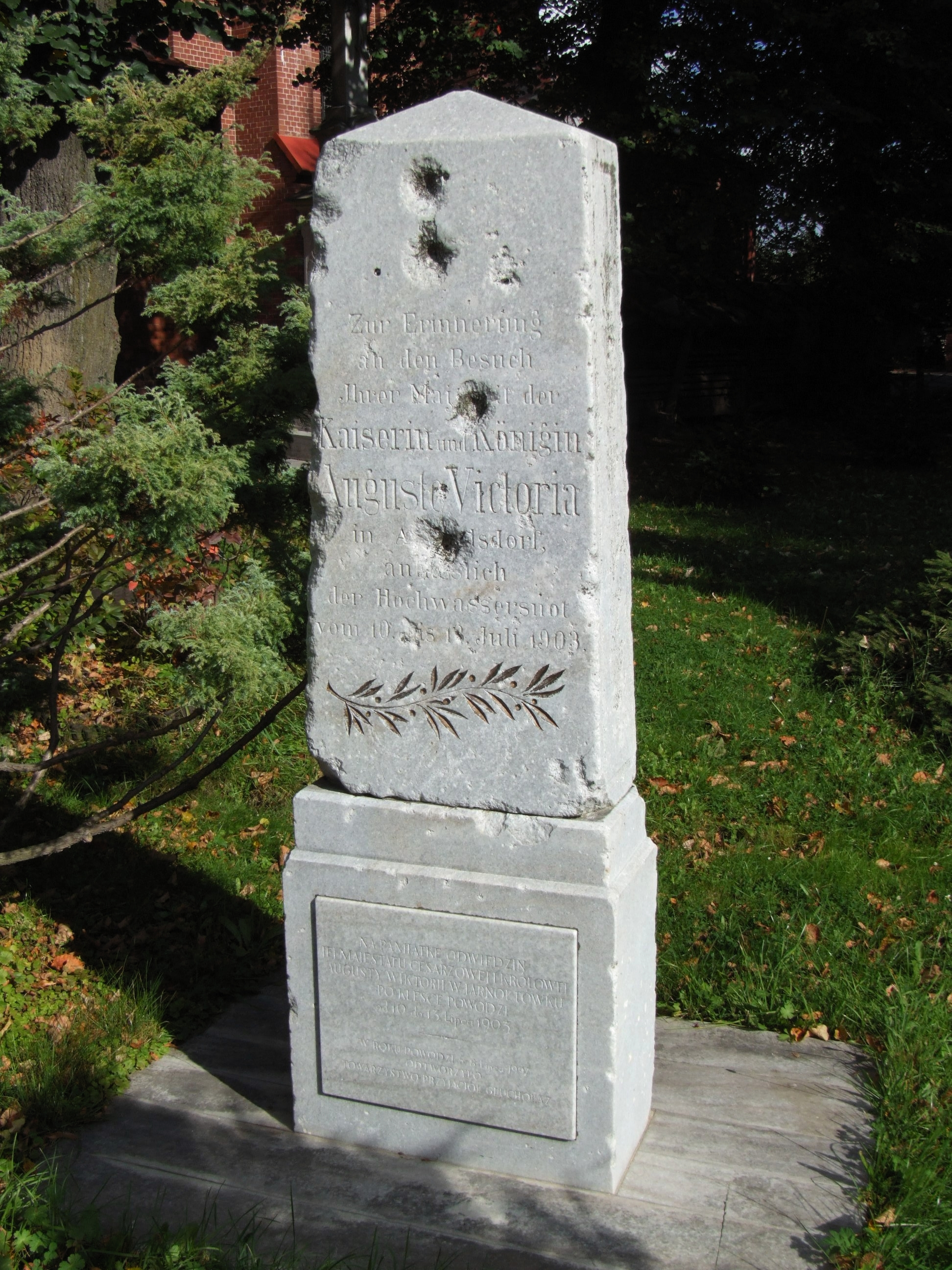
Pomnik ku czci Augusty Wiktorii

Z inicjatywy Śląskiego Sudeckiego Towarzystwa Górskiego z Prudnika, w 1924 w Jarnołtówku otwarto schronisko turystyczne, od 1964 znane jako Schronisko PTTK „Pod Kopą Biskupią” im. Bohdana Małachowskiego. Władze miast Raciborza i Prudnika urządziły dom dziecka w dworze w Jarnołtówku.
7 października 1938 o godzinie 16:25 przez Jarnołtówek przejeżdżali m.in. Adolf Hitler i feldmarszałek Hermann Göring, którzy po wizytacji Kraju Sudetów udali się do Prudnika na pociąg, którym wrócili do Berlina. Podczas II wojny światowej walki ominęły Jarnołtówek. Żołnierze Volkssturm wysadzili we wsi cztery mosty, a następnie wieś została splądrowana przez Armię Czerwoną. Wieś została przejęta przez polską administrację. Wówczas w Jarnołtówku została osiedlona część polskich repatriantów. Niemieckojęzyczna ludność została wysiedlona na zachód w 1946.
W latach 1945–1950 Jarnołtówek należał do województwa śląskiego, a od 1950 do województwa opolskiego. W latach 1945–1954 wieś należała do gminy Głuchołazy, w latach 1954–1969 do gromady Głuchołazy, w latach 1969–1972 do gromady Moszczanka w powiecie prudnickim, a w latach 1972–1975 do gminy Prudnik.
W latach 1945–1958 stacjonowała tu strażnica Wojsk Ochrony Pogranicza, która podlegała 45 Batalionowi WOP w Prudniku. We wsi funkcjonowało sanatorium rehabilitacyjne „Aleksandrówka”, zajmujące się leczeniem schorzeń dróg oddechowych oraz chorób reumatycznych u dzieci. W 1970 utworzono w Jarnołtówku punkt lekarski Zespołu Opieki Zdrowotnej w Prudniku (w skład zespołu wszedł też m.in. Szpital Powiatowy w Prudniku). W ramach aktywizacji turystycznej, na terenie Jarnołtówka wzmożono inwestycje budowlane w postaci domów jednorodzinnych. Rejon Pokrzywnej i Jarnołtówka był jednym z głównych na ziemi prudnickiej ośrodków koncentracji nowych inwestycji produkcyjnych, mieszkaniowych i usługowych. Według uchwały podjętej w 1972 przez Prezydium Powiatowej Rady Narodowej w Prudniku, w Jarnołtówku zbudowano nowoczesną infrastrukturę i obiekty turystyczne w celu utworzenia ze wsi Pokrzywna i Jarnołtówek ośrodka turystyczno-wypoczynkowego. Realizacja planów dalszego rozwoju została przerwana, gdy przyłączono wsie do gminy Głuchołazy. Od 1975 sanatorium w Jarnołtówku należało do Zespołu Opieki Zdrowotnej w Prudniku.
W lipcu 1997 Jarnołtówek nawiedziła kolejna wielka powódź. 7 lipca ewakuowano ok. 150–200 dzieci z zagrożonego zalaniem ośrodka „Eden”. 8 lipca na tamie w Jarnołtówku odnotowano stan wody na poziomie 13,7 m. Kilka godzin później poziom osiągnął punkt krytyczny 13,99 m, do przelania brakowało zaledwie 12 cm. Zapora uchroniła Jarnołtówek i poniżej leżące miejscowości przed katastrofalnym zatopieniem, jednak nie dało się całkowicie uniknąć strat powodziowych. Wody Złotego Potoku zabrały całkowicie lub znacznie uszkodziły pięć budynków mieszkalnych, zalanych zostało osiem gospodarstw i zerwane dwa mostki. W tym samym roku Jarnołtówek przystąpił do Programu Odnowy Wsi Opolskiej.
Po reformie administracyjnej w 1999 mieszkańcy Jarnołtówka zaczęli starać się o odłączenie wsi od gminy Głuchołazy i przyłączenie do gminy Prudnik, jako powody podając względy geograficzne, funkcjonalne i gospodarcze. W marcu 2001 sporządzono pełną dokumentację z Pokrzywnej i Jarnołtówka w sprawie przejścia do gminy Prudnik. Z Pokrzywnej, na 115 głosujących, 112 było za Prudnikiem, natomiast w Jarnołtówku 404 osoby opowiedziały się za Prudnikiem, 10 było przeciw, a 5 nie zajęło stanowiska. Spotkano się wówczas z unieważnieniem wyników przez burmistrza Głuchołaz. W maju 2001 Rada Miejska w Prudniku poprzez uchwałę zaakceptowała starania mieszkańców Pokrzywnej, Jarnołtówka i Trzebiny, a Rada Powiatu Prudnickiego przegłosowała uchwałę o niezajmowaniu stanowiska w tej sprawie. Temat zmiany przynależności administracyjnej Pokrzywnej i Jarnołtówka powrócił do lokalnych mediów w lipcu 2022, znajdując poparcie burmistrza Prudnika.
Miejscowość była plenerem kilku odcinków serialu Święta wojna w 2006. 19 stycznia 2009 mieszkańcy Jarnołtówka rzekomo zaobserwowali UFO, które miało wylądować na łące w północnej części wsi. O zdarzeniu pisały m.in. media japońskie, australijskie, nowozelandzkie, peruwiańskie i amerykańskie.
Uchwałą z 18 grudnia 2020 Rady Miejskiej Prudnika wyznaczono na terenie gmin Prudnik i Głuchołazy aglomerację Prudnik o równoważnej liczbie mieszkańców 30667 oraz zlokalizowaną na terenie miejscowości: Prudnik, Chocim, Dębowiec, Jarnołtówek, Łąka Prudnicka, Moszczanka, Niemysłowice, Pokrzywna z oczyszczalnią ścieków w Prudniku.
Podczas powodzi 14 września 2024 we wsi odnotowano rekordową dobową sumę opadów - 161,5 mm/m². Została odcięta od prądu przez przewrócenie słupa średniego napięcia. Wieś wizytowali Tomasz Siemoniak i Wiesław Leśniakiewicz. Woda zniszczyła brzeg i podmyła część drogi przy granicy z Pokrzywną. Droga przy domach zbudowanych po powodzi w 1997 została zmyta. Zniszczona została droga na wysokości budynku przedszkola. Zapora w Jarnołtówku wytrzymała napór wody, dzięki czemu gmina Prudnik uniknęła masowych zniszczeń.

### Przynależność państwowa i administracyjna
| Okres     |                                                                            | Państwo               | Jednostka administracyjna                                            |
| --------- | -------------------------------------------------------------------------- | --------------------- | -------------------------------------------------------------------- |
| 1290–1810 |                                                                            | Księstwo nyskie       |                                                                      |
| 1810–1815 |                                                                            | Królestwo Prus        | kamera wrocławska, departament wrocławski, powiat nyski              |
| 1815–1871 | prowincja Śląsk, rejencja opolska, powiat nyski                            | Królestwo Prus        |                                                                      |
| 1871–1918 | Cesarstwo Niemieckie                                                       | Cesarstwo Niemieckie  | Królestwo Prus, prowincja Śląsk, rejencja opolska, powiat nyski      |
| 1918–1919 |                                                                            | Republika Weimarska   | Wolne Państwo Prusy, prowincja Śląsk, rejencja opolska, powiat nyski |
| 1919–1933 | Wolne Państwo Prusy, prowincja Górny Śląsk, rejencja opolska, powiat nyski | Republika Weimarska   |                                                                      |
| 1933–1938 | Wolne Państwo Prusy, prowincja Górny Śląsk, rejencja opolska, powiat nyski | III Rzesza            | III Rzesza                                                           |
| 1938–1941 | Wolne Państwo Prusy, prowincja Śląsk, rejencja opolska, powiat nyski       | III Rzesza            | III Rzesza                                                           |
| 1941–1945 | Wolne Państwo Prusy, prowincja Górny Śląsk, rejencja opolska, powiat nyski | III Rzesza            | III Rzesza                                                           |
| 1945–1946 |                                                                            | Rzeczpospolita Polska | Okręg I (Śląsk Opolski)                                              |
| 1946–1950 | województwo śląskie, powiat nyski, gmina Głuchołazy                        | Rzeczpospolita Polska |                                                                      |
| 1950–1952 | województwo opolskie, powiat nyski, gmina Głuchołazy                       | Rzeczpospolita Polska |                                                                      |
| 1952–1954 | województwo opolskie, powiat nyski, gmina Głuchołazy                       |                       | Polska Rzeczpospolita Ludowa                                         |
| 1954–1969 | województwo opolskie, powiat nyski, gromada Głuchołazy                     |                       | Polska Rzeczpospolita Ludowa                                         |
| 1969–1973 | województwo opolskie, powiat prudnicki, gromada Moszczanka                 |                       | Polska Rzeczpospolita Ludowa                                         |
| 1973–1975 | województwo opolskie, powiat prudnicki, gmina Prudnik                      |                       | Polska Rzeczpospolita Ludowa                                         |
| 1975–1989 | województwo opolskie, gmina Głuchołazy                                     |                       | Polska Rzeczpospolita Ludowa                                         |
| 1989–1998 | województwo opolskie, gmina Głuchołazy                                     | Polska                | Rzeczpospolita Polska                                                |
| od 1999   | województwo opolskie, powiat nyski, gmina Głuchołazy                       | Polska                | Rzeczpospolita Polska                                                |

## Liczba mieszkańców wsi
- 1885 – 1405[45]
- 1933 – 1280[45]
- 1939 – 1413[45]
- 1966 – 847[46]
- 1998 – 822[47]
- 2002 – 814[47]
- 2009 – 802[47]
- 2011 – 771[47]

## Zabytki

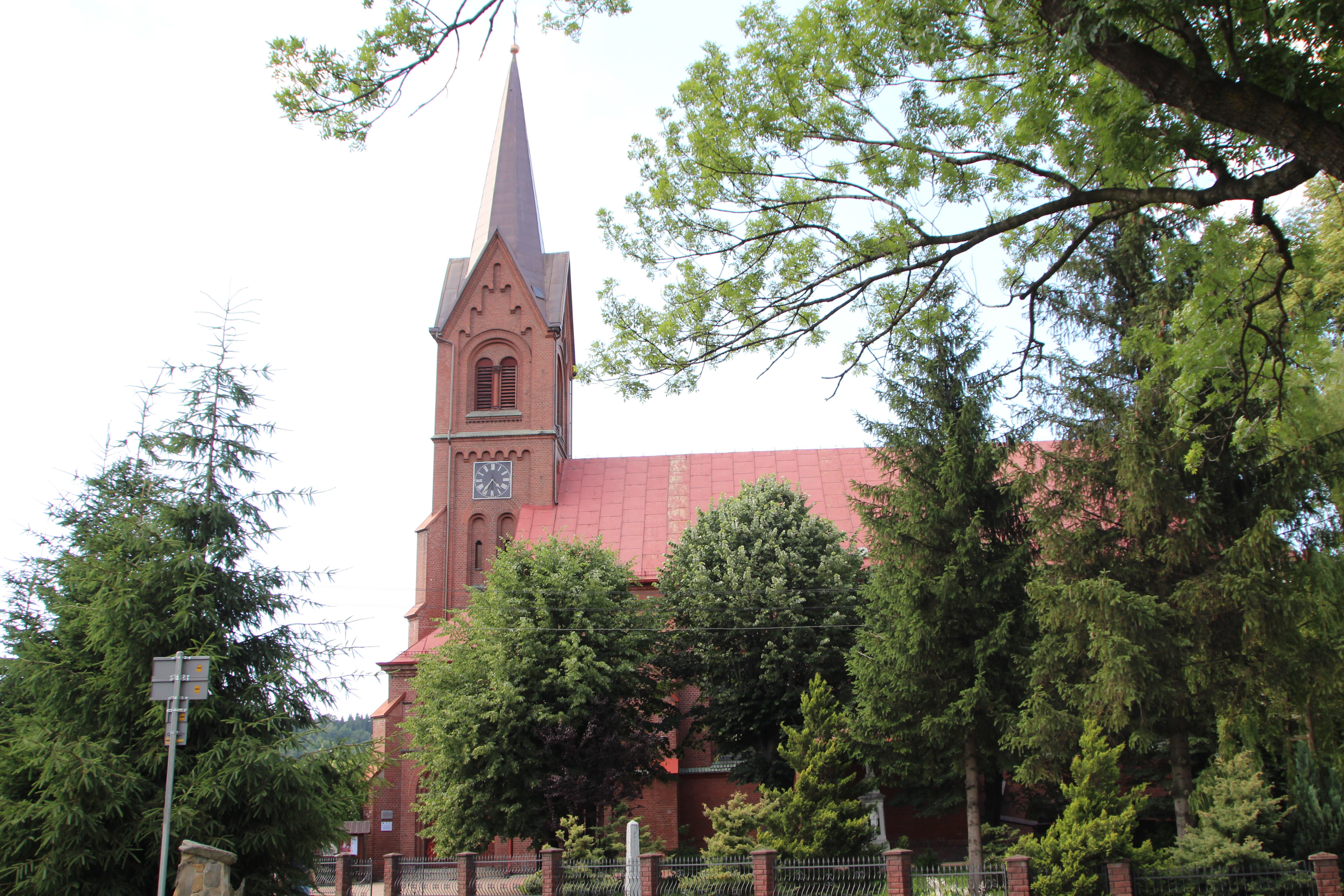
Kościół św. Bartłomieja Apostoła

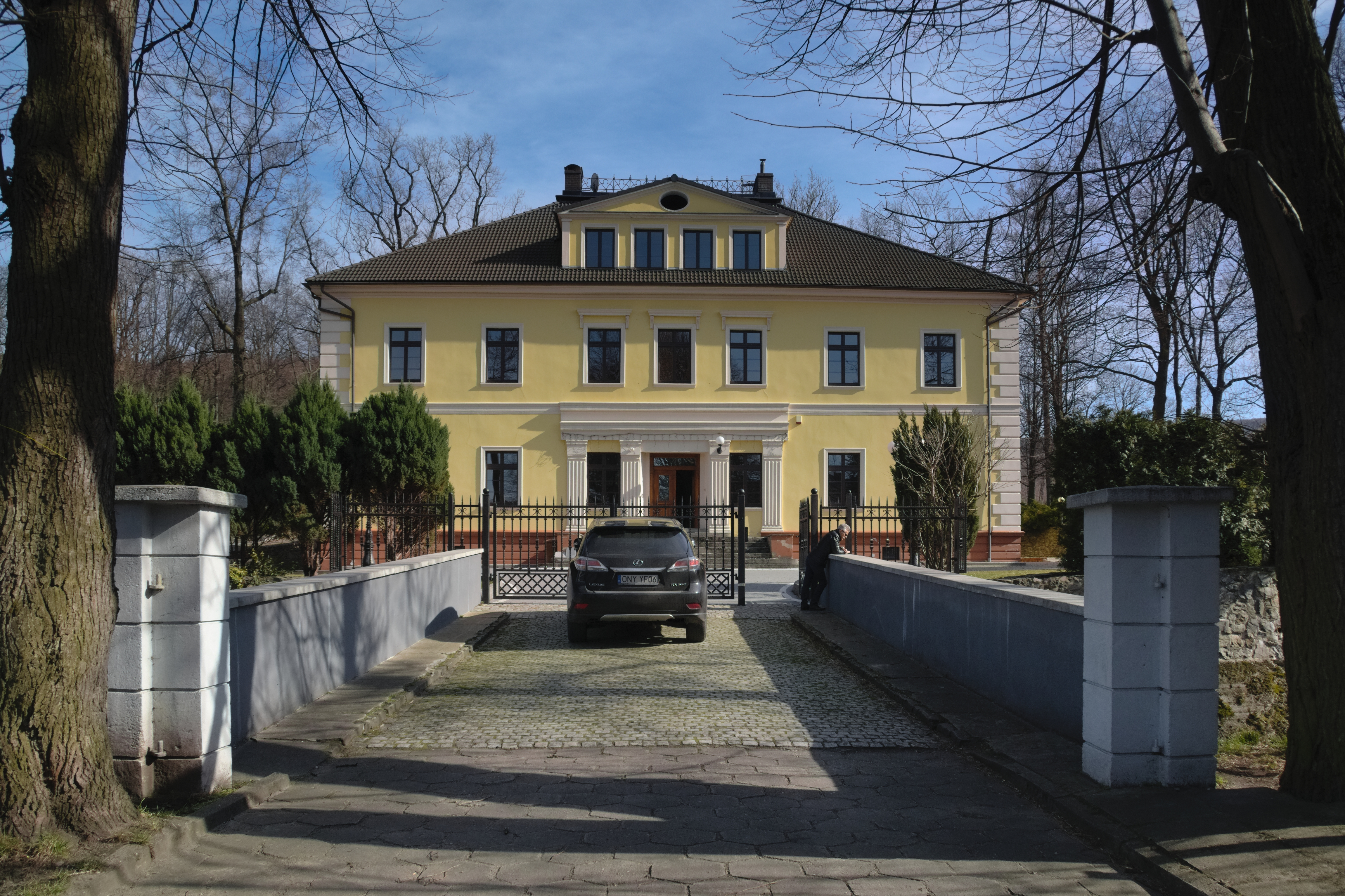
Dwór w Jarnołtówku

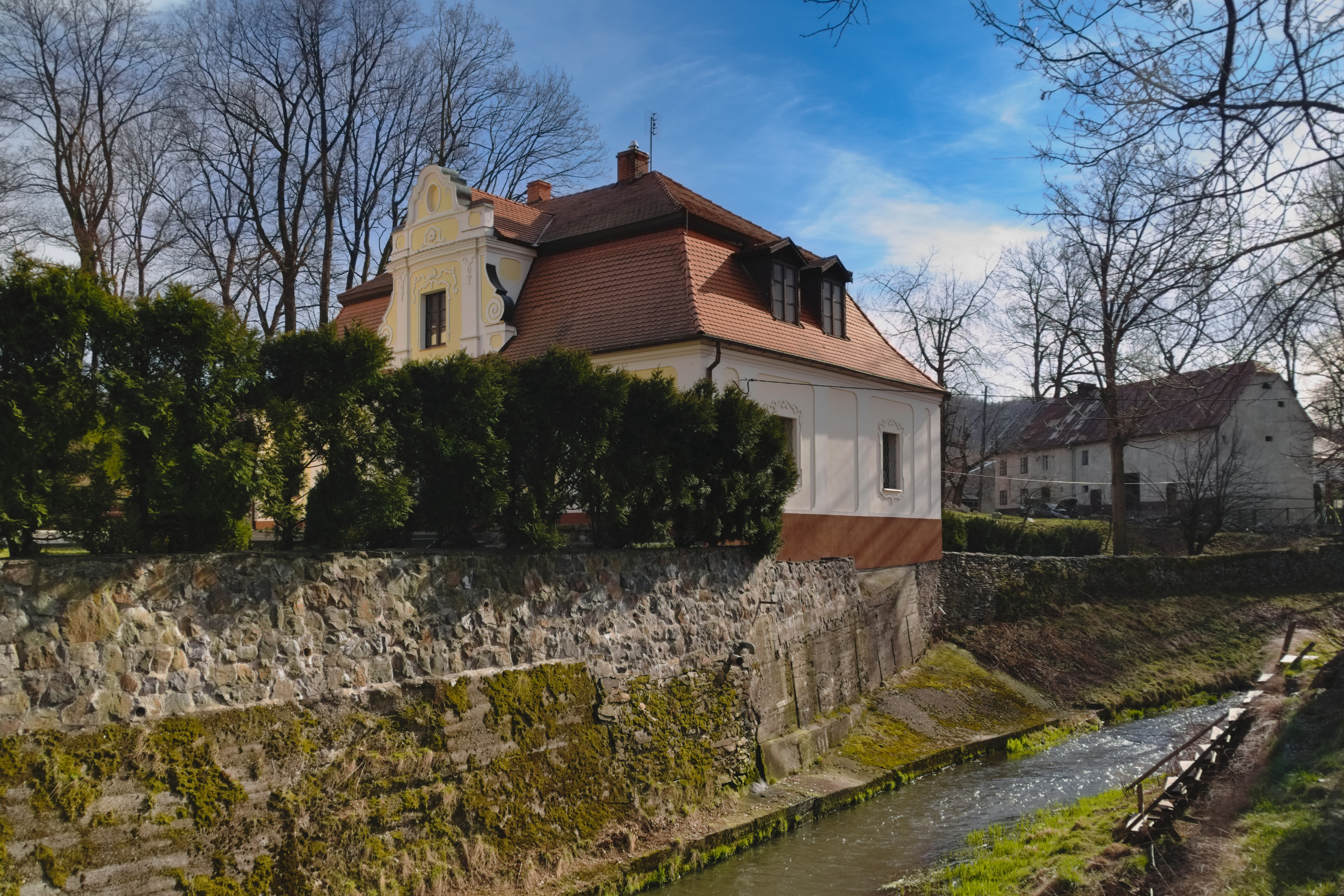
Oficyna

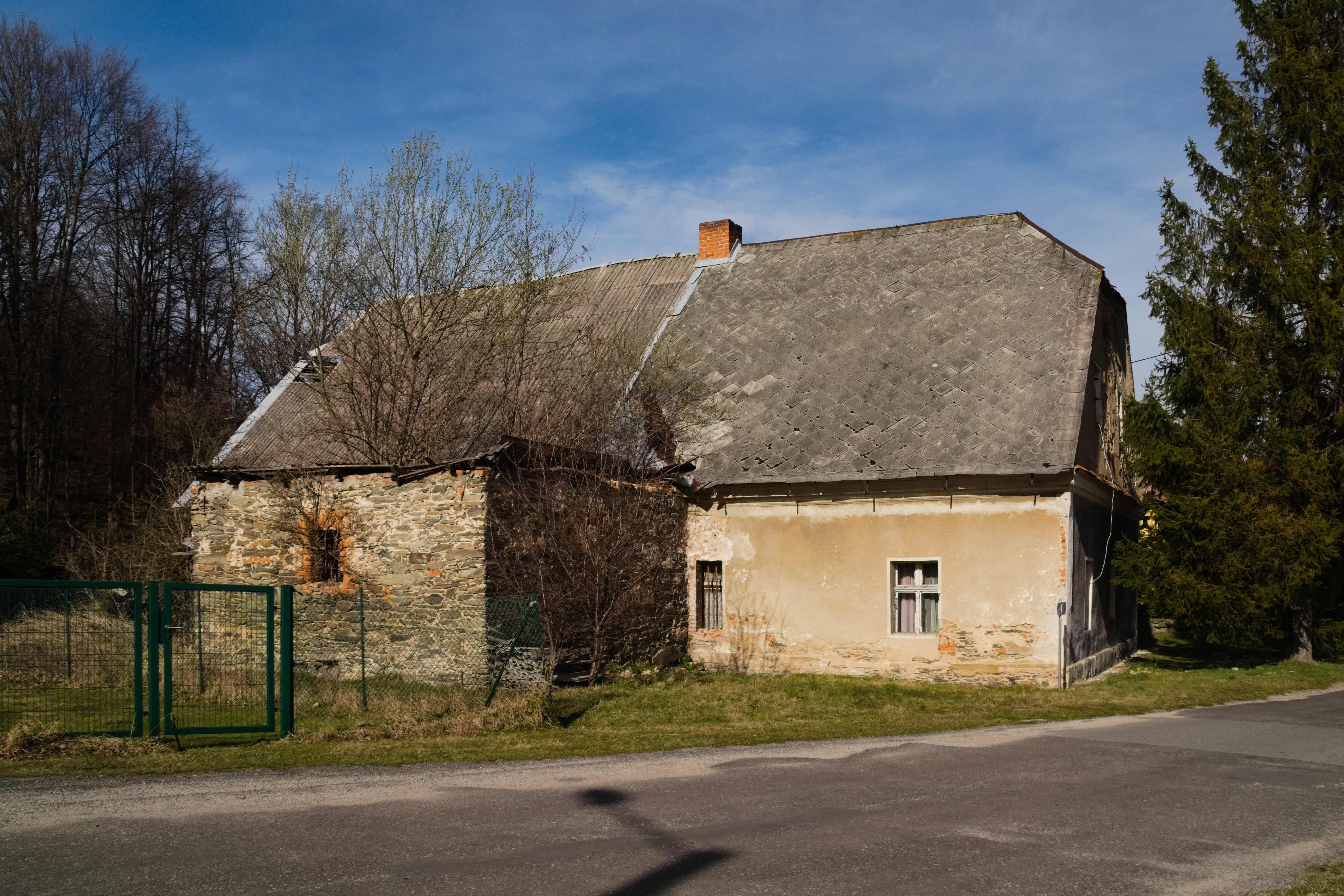
Młyn wodny, dom nr 115

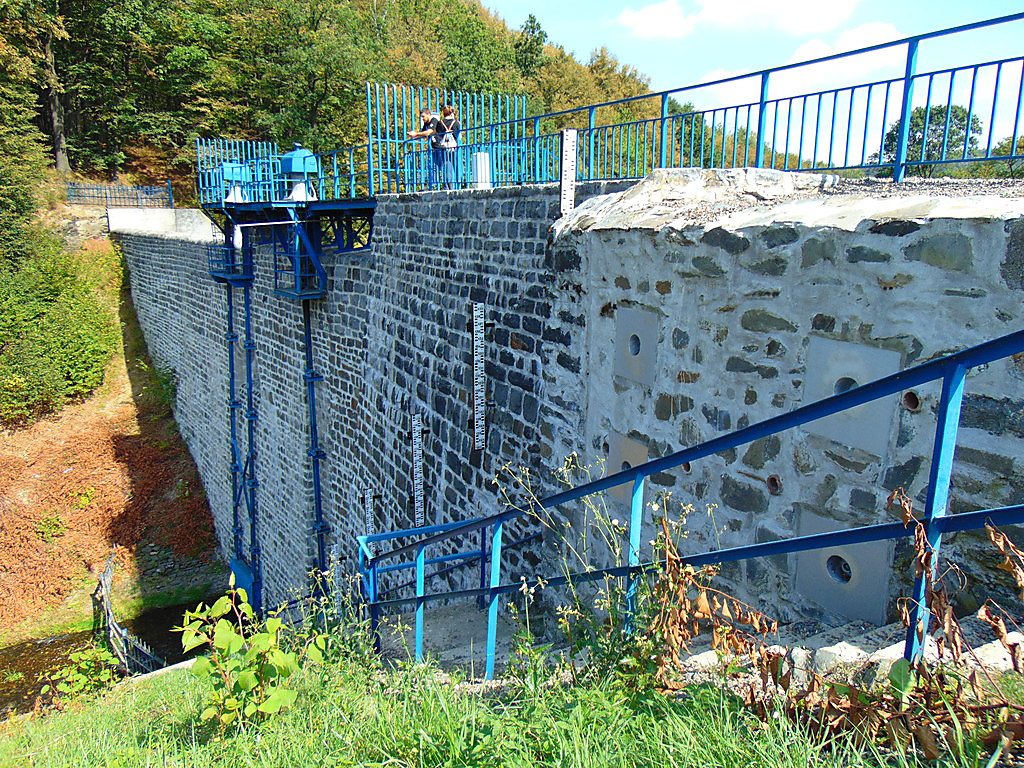
Zapora przeciwpowodziowa

Do wojewódzkiego rejestru zabytków wpisane są:
- kościół par. pw. św. Bartłomieja Apostoła, wzmiankowany w XV w., w latach 1753–1754 przebudowany został w stylu barokowym. Zniszczony podczas powodzi w 1903, został rozebrany, a obecny neoromański kościół wzniesiono w 1907 w pobliżu starego miejsca. Fundatorką kościoła, podobnie jak i zapory na Złotym Potoku, była cesarzowa Augusta Wiktoria
- zespół dworski, wzmiankowany w 1339 r., w obecnej bryle powstał w drugiej połowie XIX wieku na miejscu dawnego dworu obronnego z XVI wieku. Z tego okresu zachowała się fosa i fragment murów:
  - Dwór w Jarnołtówku
  - oficyna
  - park
- młyn wodny, ob. dom nr 115, z pocz. XIX w.

Zgodnie z gminną ewidencją zabytków w Jarnołtówku chronione są ponadto:
- historyczny układ ruralistyczny wsi
- obszar zespołu domów mieszkalnych, nr 166–181
- teren dawnego cmentarza, nr 109
- cmentarz przy kościele św. Bartłomieja Apostoła
- kapliczka, naprzeciw nr 41
- kapliczka św. Jana Nepomucena, obok nr 112
- kapliczka, obok nr 148
- most w zespole dworskim
- mur graniczny parku w zespole dworskim
- domy mieszkalne, nr: 3, 4a, 8, 14a, 22, 71, 73, 73a,c, 73b, 84, 85, 88, 146, 162, 185
- domy mieszkalno-gospodarcze, nr: 2, 87, 151, 182
- dom zdrojowy Bergfried, później Ośrodek Rehabilitacji i Leczenia Dzieci, nr 19
- obora, obecnie sklep, obok nr 73
- remiza, nr 73d
- trafostacja, obok nr 89
- wycug, przy nr 96
- poczta, ob. dom mieszkalny, nr 98
- filia Biblioteki Publicznej, nr 106
- szkoła, nr 109
- młyn papierniczy (relikt), nr 148
- lodownia/piwnica, nr 182
- budynek gospodarczy, przy nr 187
- most drogowy nad Złotym Potokiem
- most drogowy nad Bystrym Potokiem
- zapora przeciwpowodziowa pochodząca z 1909 roku, licząca 15,4 m wysokości i 50 m długości, zabezpieczająca okolicę przed wezbraniami wód Złotego Potoku
- schronisko PTTK „Pod Kopą Biskupią”
- most drogowy w ciągu drogi powiatowej przez Złoty Potok, przy domu nr 7
- most drogowy przy pomniku św. Jana Nepomucena przez Złoty Potok

## Gospodarka
W Jarnołtówku siedzibę ma firma PHU Wiking, zrzeszona w Cechu Rzemieślników i Przedsiębiorców w Prudniku. We wsi znajduje się kopalnia łupków „Dewon”, eksploatująca kamienie budowlane.

## Transport

### Transport drogowy
Do Jarnołtówka można dojechać z Prudnika przez Łąkę Prudnicką (DK40), Moszczankę i Pokrzywną, lub przez Dębowiec, Wieszczynę i Pokrzywną, a także z Głuchołaz.

### Transport autobusowy

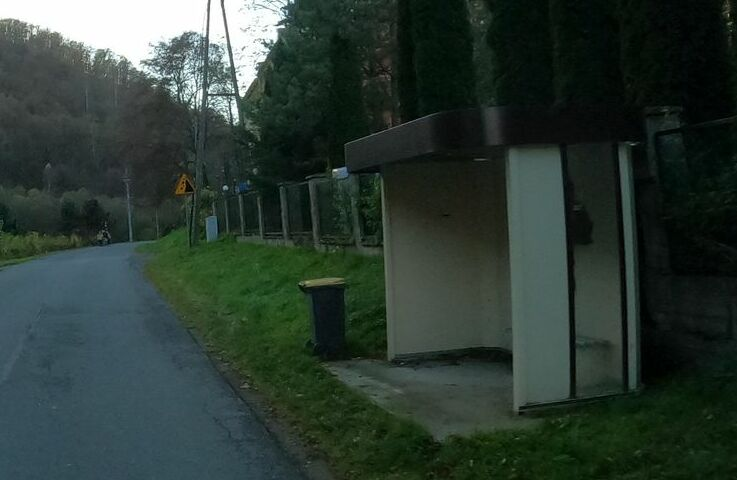
Przystanek autobusowy

Jarnołtówek posiada połączenia autobusowe z Opolem, Prudnikiem, Pokrzywną, Nysą, Głuchołazami, Kędzierzynem-Koźlem. We wsi znajdują się trzy przystanki autobusowe.
Transport autobusowy w Jarnołtówku obsługiwany był przez PKS Prudnik. W 2004 prudnicki PKS został sprywatyzowany z udziałem Connex Polska. W 2008, w wyniku połączenia spółek PKS Connex Prudnik i PKS Connex Kędzierzyn-Koźle, utworzona została spółka Veolia Transport Opolszczyzna, w 2013 przejęta przez Arriva Bus Transport Polska. W 2019 Arriva wycofała się z Prudnika. Wówczas organizacją przewozów pasażerskich w Jarnołtówku i okolicy zajęły się ościenne PKS-y. W grudniu 2021 powołano Powiatowo-Gminny Związek Transportu „Pogranicze”, mający na celu poprawę jakości transportu.

## Religia
W Jarnołtówku znajduje się katolicki kościół św. Bartłomieja Apostoła, który jest siedzibą parafii św. Bartłomieja Apostoła (dekanat Głuchołazy).

## Sport
Okolice Jarnołtówka stanowią miejsce przystosowane do uprawiania sportów zimowych, np. narciarstwa i snowboardingu. W latach 2002–2005 w Jarnołtówku rozgrywany był Międzynarodowy Turniej Szachowy „Puchar Gór Opawskich”.
We wsi funkcjonował klub piłkarski LZS Złoty Potok Jarnołtówek. W 2005, z okazji 60. rocznicy istnienia Podokręgu Związku Piłki Nożnej w Prudniku, klub otrzymał pamiątkowy puchar. Został zlikwidowany łącząc się z klubem Polkon Konradów. W czerwcu 2020 rozpoczął działalność LKS Złoty Potok Jarnołtówek. W Jarnołtówku znajduje się boisko piłkarskie.

## Polityka
W szkole podstawowej w Jarnołtówku swoją siedzibę ma Obwodowa Komisja Wyborcza, do której należą sołectwa Jarnołtówek i Pokrzywna. W referendum w 2003 mieszkańcy obwodu opowiedzieli się za przystąpieniem Polski do Unii Europejskiej.
W wyborach parlamentarnych do Sejmu w 2005 we wsi wygrało Prawo i Sprawiedliwość. W 2007, 2011 i 2015 w Jarnołtówku zwyciężyła Platforma Obywatelska. W 2019 największą ilość głosów zdobyło Prawo i Sprawiedliwość. W 2023 we wsi wygrała Koalicja Obywatelska.
W wyborach prezydenckich w 2005 mieszkańcy obwodu opowiedzieli się za Donaldem Tuskiem, w 2010 i 2015 za Bronisławem Komorowskim, a w 2020 i 2025 za Rafałem Trzaskowskim.

## Turystyka

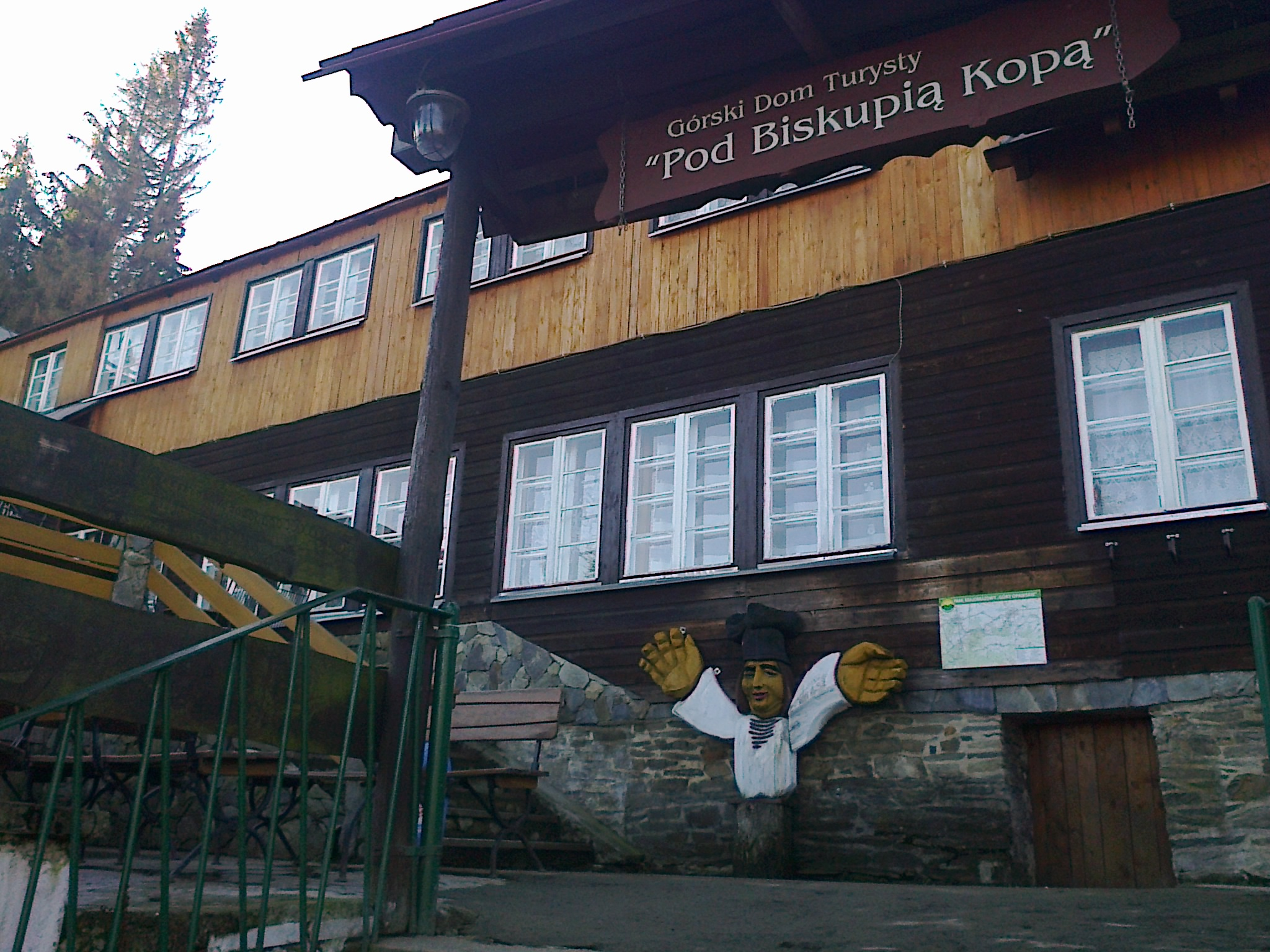
Schronisko PTTK „Pod Kopą Biskupią”

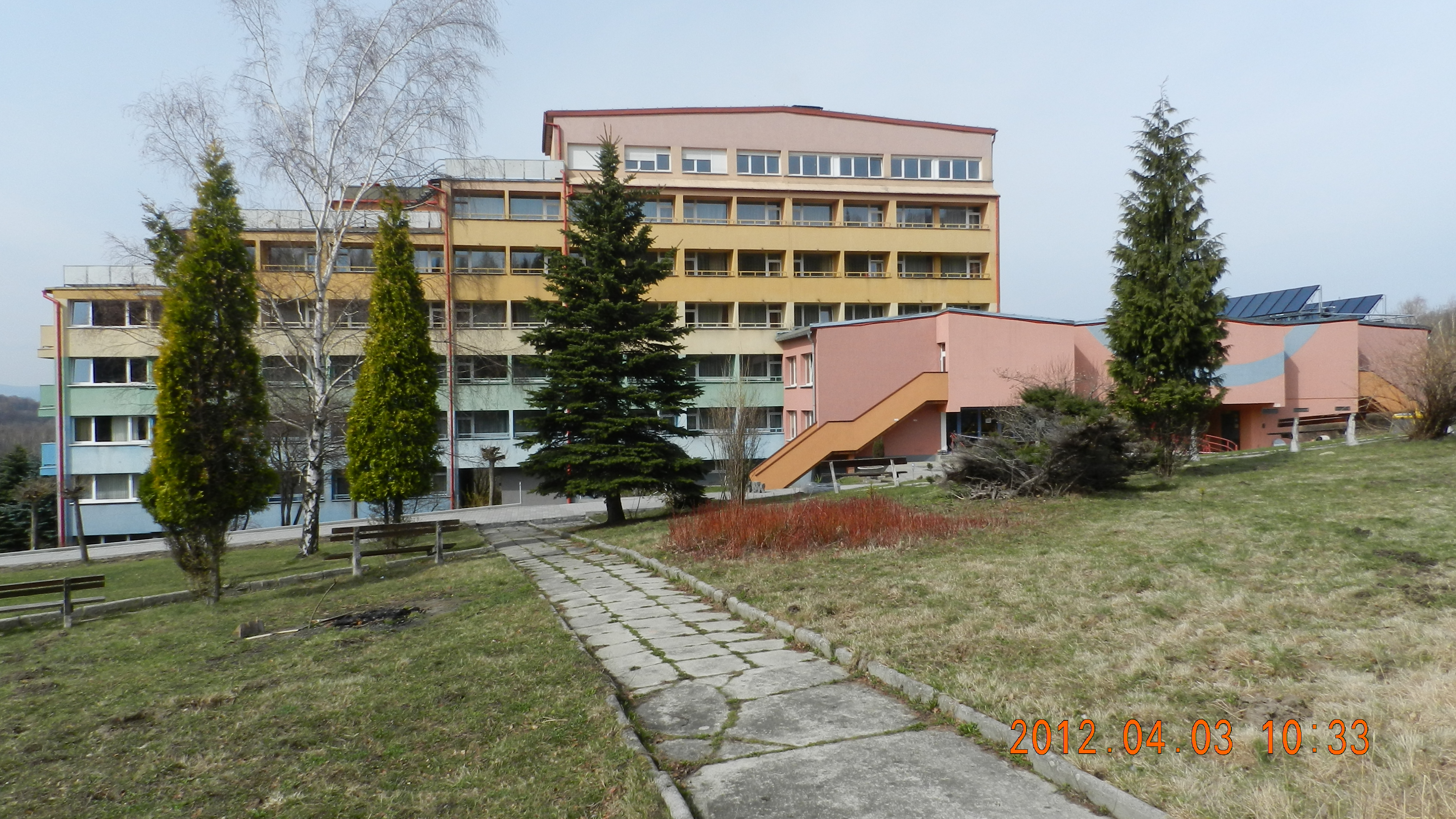
Ośrodek Konferencyjno-Wypoczynkowy „Ziemowit”

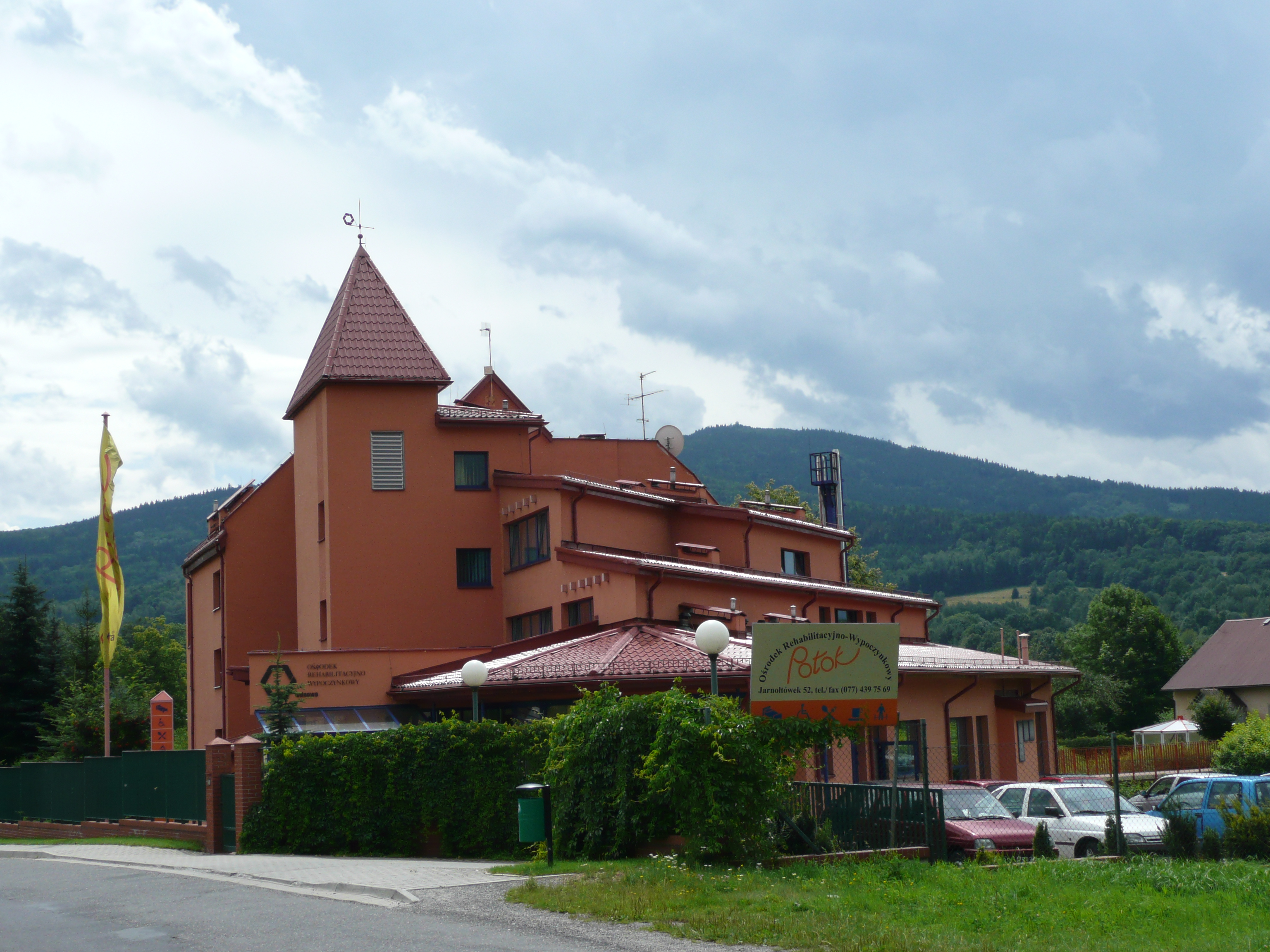
Ośrodek Rehabilitacyjno-Wypoczynkowy „Potok”

Jarnołtówek jest jedną ze wsi o największych walorach turystycznych w województwie opolskim. Miejscowość jest znanym w województwie opolskim ośrodkiem wypoczynkowym. Jest tu dobrze rozwinięta baza noclegowa i gastronomiczna. Jarnołtówek jest jedną z najczęściej odwiedzanych miejscowości w Górach Opawskich. Znajdują się tu m.in. Ośrodek Konferencyjno-Wypoczynkowy „Ziemowit”, Ośrodek Wypoczynkowy „MAX”, Ośrodek Rehabilitacyjno-Wypoczynkowy „Potok”.
W 1924 z inicjatywy prudnickiej sekcji Śląskiego Sudeckiego Towarzystwa Górskiego, pod szczytem Biskupiej Kopy, otwarto schronisko turystyczne, które otrzymało nazwę Schronisko Górnoślązaków (Oberschlesierbaude). Schronisko było własnością miasta Prudnik. Cieszyło się popularnością wśród turystów. Po 1945 schronisko otrzymało nazwę „Pod Kopą Biskupią”, a od 1992 jego właścicielem jest wrocławski oddział PTTK.
We wsi funkcjonują cztery gospodarstwa agroturystyczne: „Stajnia za tamą”, „Pod Biskupią Kopą”, „Giemzikówka-Bolko” i „Oberówka”.
Oddział PTTK „Sudetów Wschodnich” w Prudniku ustanowił turystyczną Odznakę Krajoznawczą Ziemi Prudnickiej, którą zdobywa się poprzez zwiedzenie odpowiedniej liczby obiektów w miejscowościach położonych na ziemi prudnickiej, w tym w Jarnołtówku.
13 i 15 lipca 2010, w ramach organizowanego w Prudniku VI Europejskiego Tygodnia Turystyki Rowerowej, w którym wzięli udział rowerzyści z całej Europy, przez Jarnołtówek prowadziły trasy „Dzień Czeski” i „Szlakiem błogosławionej Marii Luizy Merkert”.

### Szlaki turystyczne
Przez Jarnołtówek prowadzą szlaki turystyczne:
- Główny Szlak Sudecki im. Mieczysława Orłowicza (440 km): Prudnik – Świeradów-Zdrój
- Jarnołtówek – Třemešná (25 km): Jarnołtówek (pomnik Nepomucena) – Zlaté Hory – Krwawa Góra (kaplica św. Rocha) – Mnichův kámen – Biskupia Kopa – Heegerova vyhlídka – Petrovy Boudy – Petrovice – dawna leśniczówka Svinný Potok – Kravi Hora – Třemešná (dworzec kolejowy)
- Jarnołtówek – Pokrzywna (11,3 km): Jarnołtówek – Bukowa Góra – Piekiełko – Plac Langego – Schronisko „Pod Kopą Biskupią” – Przełęcz Mokra – Plac Habla – Przełęcz pod Zamkową Górą – Pokrzywna
- Przełomu Złotego Potoku (10 km): Pokrzywna – Olszak – Żabie Oczko – Skały Karolinki – Jarnołtówek – Skały Karliki – Piekiełko – Gwarkowa Perć – Pokrzywna

### Szlaki rowerowe
Przez Jarnołtówek prowadzą szlaki rowerowe:
- Wieszczyna – Pokrzywna – Zamkowa Góra – Przełęcz pod Zamkową Górą – góra Srebrna Kopa – Przełęcz pod Kopą (Przełęcz Mokra) – góra Piekiełko – Jarnołtówek
- Turystyczna trasa rowerowa Gór Opawskich (40 km): Prudnik – sanktuarium św. Józefa w Prudniku–Lesie – Chocim – Dębowiec – Wieszczyna – Pokrzywna – Jarnołtówek – Konradów – Głuchołazy – Gierałcice – Biskupów – Burgrabice – Sławniowice
- Trasa rowerowa PTTK nr 60-c: Prudnik – Prudnik, Osiedle Tysiąclecia – Lipno – Prudnik-Las – Dębowiec – Pokrzywna – Jarnołtówek – Konradów – Głuchołazy – Kolonia Jagiellońska – Gierałcice – Biskupów – Burgrabice – Kijów – Gościce